# Arno (Comic)
Arno ist eine zwischen 1983 und 1997 erschienene frankobelgische Comicserie nach einer Idee von Jacques Martin. Er arbeitete während der ersten drei Geschichten mit André Juillard zusammen, für die zeichnerische Umsetzung der nächsten drei Alben war Jacques Denoël zuständig.

## Handlung
Die Abenteuerserie beginnt 1797 mit dem siegreichen Einzug von Napoleon Bonaparte in der Lagunenstadt Venedig. Der Eroberer wird auf den talentierten Pianisten Arno Firenze aufmerksam, als dieser einen Anschlag auf Napoleon verhindern kann. Als Vertrauter Napoleons deckt Arno mehrere Verschwörungen auf und ist Teilnehmer am Ägyptenfeldzug. Die Ereignisse nach dem Feldzug führen ihn bis nach England.

## Veröffentlichungen
Die erste Geschichte wurde in Circus (1983) und die zwei nächsten Abenteuer in Vécu (1985 bzw. 1986–1987) vorveröffentlicht. Glénat übernahm die Albenproduktion. Nur die ersten drei Alben wurden zwischen 1987 und 1988 durch comicplus+ auf Deutsch übersetzt.
- Le Pique rouge. Glénat 1984, 46 Seiten, vierfarbig, ISBN 2-7234-0416-1.
  - Das rote Pik. Comicplus+ 1987, 48 Seiten, vierfarbig, Softcover, ISBN 3-924623-11-2.
- L’Oeil de Kéops. Glénat 1985, 46 Seiten, vierfarbig, ISBN 2-7234-0535-4.
  - Das Auge des Cheops. Comicplus+ 1987, 52 Seiten, vierfarbig, Softcover, ISBN 3-924623-17-1.
- Le Puits nubien. Glénat 1987, 46 Seiten, vierfarbig, ISBN 2-7234-0819-1.
  -  Lord Douglas Month. Comicplus+ 1988, 48 Seiten, vierfarbig, Softcover, ISBN 3-924623-24-4.
- 18 Brumaire . Glénat 1994, 46 Seiten, vierfarbig, ISBN 2-7234-1586-4.
- L'ogresse. Glénat 1995, 46 Seiten, vierfarbig, ISBN 2-7234-1724-7.
- Chesapeake. Glénat 1997, 46 Seiten, vierfarbig, ISBN 2-7234-2052-3.
- Arno – Tome 1 à 3. Glénat 1999, 141 Seiten, vierfarbig, ISBN 2-7234-2965-2.
  - Arno – Gesamtausgabe. Comicplus+ 2019, 176 Seiten, vierfarbig, Softcover, ISBN 978-3-89474-308-6.